# Тарасівка (Топчинський старостинський округ)
Тара́сівка — село в Україні, в Магдалинівській селищній громаді Самарівського району Дніпропетровської області. Населення за переписом 2001 року становить 172 особи. Орган місцевого самоврядування - Топчинський старостинський округ Магдалинівської селищної ради.

## Географія
Село Тарасівка знаходиться в степу за 5 км від села Топчине.

## Історія
1989 року за переписом тут проживало приблизно 220 осіб.

## Населення

### Мова
Розподіл населення за рідною мовою за даними перепису 2001 року:
| Мова       | Кількість | Відсоток |
| ---------- | --------- | -------- |
| українська | 163       | 94.77%   |
| російська  | 7         | 4.07%    |
| румунська  | 2         | 1.16%    |
| Усього     | 172       | 100%     |